# حملة الأمير علي بن مجثل
حملة الأمير علي بن مجثل هي حملات قام بها أمير عسير علي بن مجثل المغيدي للإستيلاء على المخلاف السليماني.

## الحملة
تعرض المخلاف السليماني لحملات عسكرية عديدة من قبل أمراء عسير الذين كانوا يسعون إلى بسط سيطرتهم على المخلاف، وذلك للعداء المستحكم بينهم وبين الأشراف آل خيرات منذ أيام الشريف حمود أبو مسمار والأمير عبد الوهاب بن عامر، وقد عانى المخلاف كثيرًا من هذه الحملات. كانت السيطرة على مدينة صبيا هي محور الصراعات بين الأشراف آل خيرات وأمراء عسير وقد استطاع أمير عسير علي بن مجثل الاستيلاء على هذه المدينة في سنة 1242 هـ الموافق 1826م٬ ليصبح شمال المخلاف السليماني تابعًا لإمارة عسير.
كما أن أمير عسير علي بن مجثل مد نفوذه إلى بعض البلدان اليمنية في تهامة اليمن والواقعة جنوب أبي عريش٬ ومن ثَم حاصر أشراف أبو عريش من الشمال والجنوب. ثم ما لبث أن استغل بعض الخلافات الناشئة بين الأشراف آل خيرات٬ وقاد حملة عسكرية إلى مدينة أبو عريش٬ واستولى عليها.